# Меркель, Фридрих Зигмунд
Иога́нн Фри́дрих Зи́гмунд Ме́ркель (нем. Johann Friedrich Sigmund Merkel; 5 апреля 1845, Нюрнберг — 28 мая 1919, Гёттинген) — немецкий врач-анатом, патолог, гистолог и физиолог. Ректор Ростокского университета в 1881-1883 годах.

## Биография
Родился в семье аптекаря Зигмунда Меркеля и его жены Клары, дочери известного врача, доктора медицины Иоганна Карла Остерхаузена). Изучал медицину в университетах Эрлангена, Грайфсвальда и Гёттингена. В 1869 году защитил докторскую диссертацию в Эрлангенском университете. Работал прозектором в Гёттингене, а в 1870 году стал хабилитированным доктором анатомии.
В том же 1870 году женился на Анне Генле (1850—1923), дочери немецкого патологоанатома и физиолога Ф. Генле. Имел трёх сыновей, из которых двое погибли на войне, и трёх дочерей, две из которых умерли в раннем возрасте. Сын Пауль Меркель был профессором права в университете Грайфсвальда.
В 1872 году Меркель был принят профессором на кафедру анатомии в университете Ростока. В 1883 году Ф. Меркель стал профессором анатомии в Кёнигсбергском университете «Альбертина». С 1885 года вплоть до конца жизни преподавал в университете Гёттингена.
С 1880 года был членом национальной Академии наук Германии «Леопольдина» (нем. Deutsche Akademie der Naturforscher Leopoldina) и членом Общества гуманитарных наук Геттингена (нем. Gesellschaft der Wissenschaften zu Göttingen).

## Научная деятельность
В 1875 году Меркель обнаружил клетки эпидермиса позвоночных, участвующие в механорецепции, и опубликовал статью, в которой представил полное их описание. Он назвал эти клетки сенсорными клетками (нем. Tastzellen); теперь они известны как тельца Меркеля (или диски Меркеля).
Меркель первым предложил использовать в анатомических атласах правило (действующее до сих пор), согласно которому маркировку артерий осуществляют красным цветом, вен — синим и нервов — жёлтым.

## Избранные труды
- Über eine anomale Verbindung des M. pectoralis maior und latissimus dorsi. Zeitschrift für rationelle Medicin 29 d. III. Reihe (1867)
- Zur Anatomie der Iris. Zeitschrift für rationelle Medicin Bd. 31 (1868)
- Mitteilurgen über Stützzellen. Göttinger Nachrichten 1869, Nr. 1.
- Henle, Merkel. Über die sogenannte Bindesubstanz der Zentralorgane des Nervensystems. Zeitschrift für rationelle Medicin Bd. 34, III. Reihe (1869)
- Der Diktator pupillae. Zeitschrift für rationelle Medicin Bd. 34 (1869)
- Über die Macula lutea des Menschen und die Ora serrata einiger Wirbeltiere. Inauguraldissertation. Leipzig, W. Engelmann, 1869.
- Die Zonula ciliaris. Habilitationsschrift. Leipzig, Engelmann, 1870
- Zur Kenntnis der Stäbchenschicht der Retina. Archiv für Anatomie, Physiologie und wissenschaftliche Medicin (1870)
- Die Stützzellen des menschlichen Hoden. Archiv für Anatomie, Physiologie und wissenschaftliche Medicin (1870)
- Vorläufige Mitteilung über das quergestreifte Muskelgewebe. Göttinger Nachrichten 1871
- Die Linea nuchae suprema, anatomisch und anthropologisch betrachtet. Leipzig, Engelmann, 1871.
- Makroskopische Anatomie des Auges und seiner Umgebungen. [w:] Handbuch der Augenheilkunde; Leipzig, 1874.
- Untersuchungen aus dem anatomischen Institut zu Rostock. Rostock, Stiller’schen Hof- und Universitäts-Buchhandlung, 1874. 99 ss.
- Die trophische Wurzeln des Trigeminus.
- Das Mikroskop und seine Anwendung. München, 1875. XII + 324 ss.
- Ueber den Bau der Lendenwirbelsäule. Archiv für Anatomie und Physiologie 1877, 1: 314—333
- Über die Endigungen der sensiblen Nerven in der Haut der Wirbeltiere. Rostock, 1880.
- Handbuch der topographischen Anatomie. Braunschweig 1885—1907.
- Der Musculus superciliaris. Anatomischer Anzeiger 2, ss. 17-18 (1886)
- Ueber die Halsfascie. Anatomische Hefte 1 (1892)
- Das Auge des Neugeborenen. Anatomische Hefte 1 (1892)
- Ergebnisse der Anatomie und Entwickelungsgeschichte.
- Menschliche Embryonen verschiedenen Alters auf Medianschnitten untersucht. Ein Beitrag zu Mechanik der Entwicklung. Göttingen, Dieterich, 1894. 39 ss.
- Darmsystem. [w:] Handbuch der Anatomie; volume 6. Jena, 1902.
- Die Anatomie des Menschen. Mit Hinweisen auf die ärztliche Praxis. 6 Abteilungen in 11 Bänden. Wiesbaden, J. F. Bergmann, 1913—1918.
- Der Schenkelsporn. Centralblatt für die medicinischen Wissenschaften, 11 (27): 417—432 (1873)
- Bemerkungen zum Beckenwachstum. Anatomische Hefte 20 (1903)
- Betrachtungen ueber die Entwicklung des Bindegewebes. Anatomische Hefte (1909)
- Beobachtungen ueber den Haarwechsel in der menschlichen Kopfhaut. Anatomische Hefte 57 (1919)